# Cymatiella
Cymatiella is een geslacht van weekdieren uit de klasse van de Gastropoda (slakken).

## Soorten
- Cymatiella ansonae (Beu, 1988)
- Cymatiella columnaria (Hedley & May, 1908)
- Cymatiella eburnea (Reeve, 1844)
- Cymatiella pumilio (Hedley, 1903)
- Cymatiella sexcostata (Tate, 1888)
- Cymatiella verrucosa (Reeve, 1844)

### Synoniemen
- Cymatiella gaimardi Iredale, 1929 => Cymatiella sexcostata (Tate, 1888)
- Cymatiella lesueuri Iredale, 1929 => Cymatiella eburnea (Reeve, 1844)
- Cymatiella peroniana Iredale, 1929 => Cymatiella verrucosa (Reeve, 1844)